# TUI

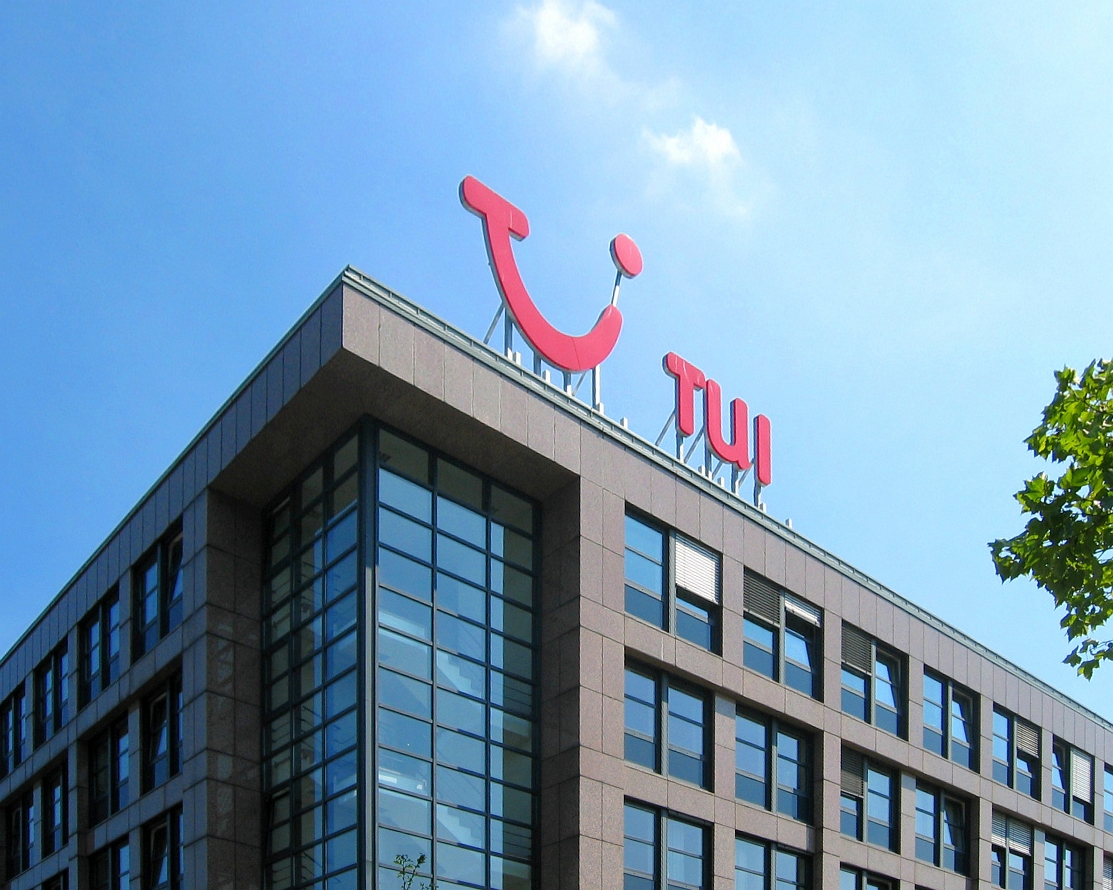
TUI:s koncernhuvudkontor i Hannover.

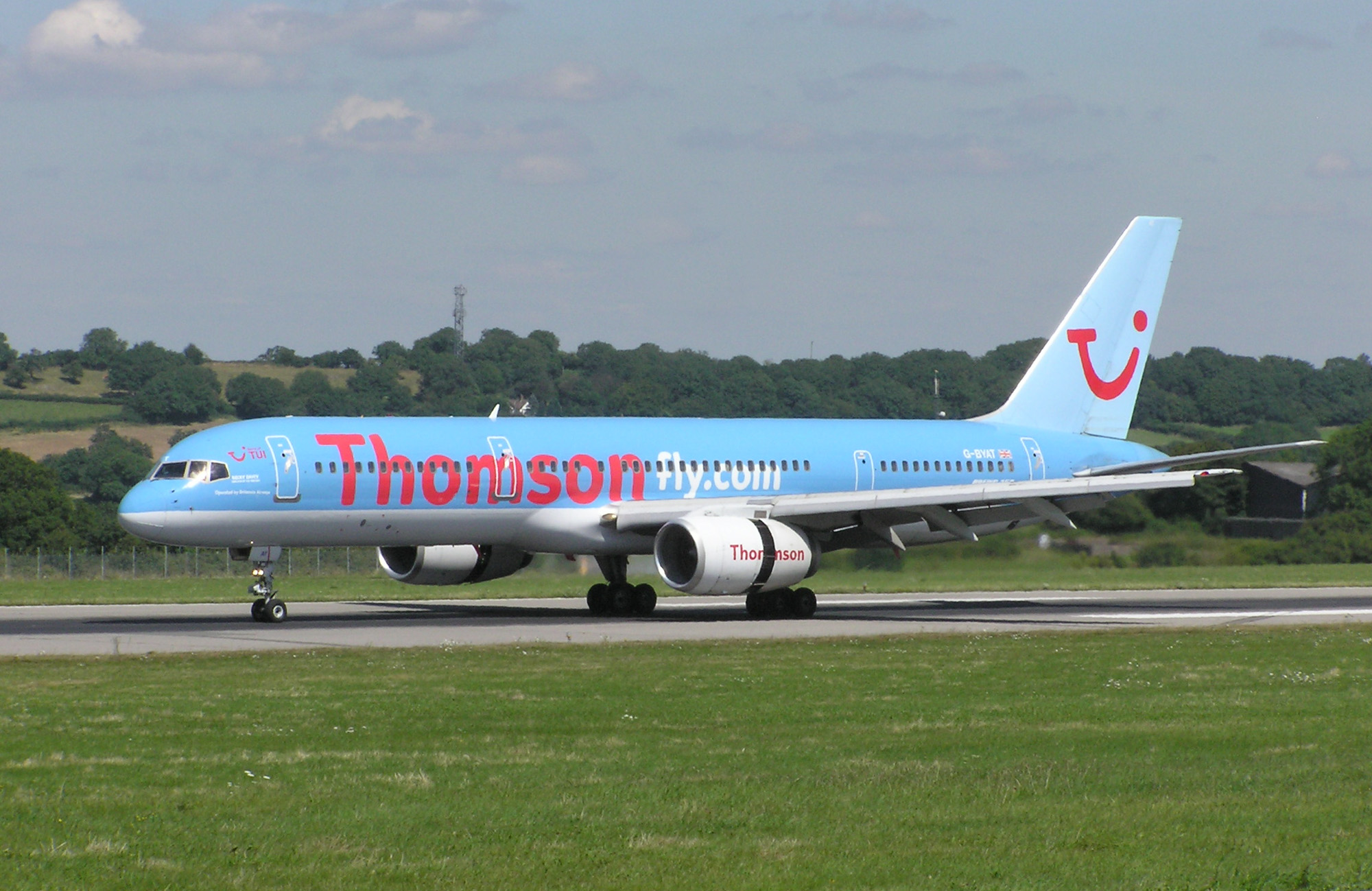
Thomsonfly Boeing 757.

TUI eller TUI Group är en turismkoncern där moderbolaget TUI AG har sitt säte i Hannover i Tyskland. 
TUI Group verkar inom två affärsområden: Tourism Business och Specialist Travel. TUI Group har 30 miljoner kunder per år och 76 000 anställda och flyger från 25 länder.
TUI Sverige, TUI Nordic, Finnmatkat i Finland och Marmara i Frankrike samt flygbolagen TUIfly Nordic och ThomsonFly ingår i TUI Group. De olika företagen bär den gemensamma symbolen som föreställer ett leende samtidigt som symbolen bildar företagsnamnet TUI.

## Historik
Namnet TUI är en förkortning av Touristik Union International. Numera används endast kortformen av namnet.
Fram till 2002 var TUI AG ett industri- och transportföretag med namnet Preussag som i mitten av 1990-talet omstrukturerades till ett turism-, transport- och logistikföretag genom att flera av dess industrikoncerner såldes och ett flertal betydande rese- och transportföretag köptes. 2007 gick TUI:s reseavdelning samman med det brittiska företaget First Choice Holidays PLC och bildade TUI Travel PLC. I december 2014 gick TUI AG och TUI Travel PLC samman till ett bolag, TUI AG och en koncern, TUI Group.